# Candida Alvarez
Candida Alvarez, (nació en Brooklyn, Nueva York, en 1955) es una pintora estadounidense y profesora de Pintura y Dibujo en la Escuela del Instituto de Arte de Chicago donde ha enseñado a partir del año 1998.

## Educación y primeros años
Candida Alvarez se graduó con una Licenciatura en Artes Plásticas de Fordham Universidad en 1977 y estudio en la Escuela de Pintura y Escultura Skowhegan, en 1981. También se graduó con una Licenciatura en Artes Plásticas de la Escuela de Arte Yale, en 1997, y estudio en la Escuela de Licenciatura Europea en Saas-Coste, Suiza de 2010 a 2012.

## Carrera
Alvarez es un pintora conocida por su compleja combinación de los estilos abstracto y Arte figurativo, con influencias del arte pop, el arte histórico y las referencias modernas que incorporan noticias mundiales y recuerdos personales. Muchas de sus pinturas emplean siluetas y colores vividos, y muestran una fascinación con la estética del Dibujo humorístico, el kitsch, y las Artesanía
Los trabajos de Alvarez incorporan esculturas, collages, abstracción, y figuración, con materiales tan diversos como el tejido, la pintura acrílica, el esmalte, el galkyd, sobre diferentes soportes como tela , servilletas  de algodón y vellum.
En mambomountain, presentado del 2 de diciembre de 2012 al 24 de marzo de 2013 en Hyde Centro de Arte del Parque en Chicago, los colores vividos de Alvarez presentan distorsiones de lo cotidiano. Según el Hyde Park Art Center, en estos trabajos, "la corriente e identidades y momentos históricos están fusionados en la tela, creando la experiencia híbrida de un territorio encantado." Su pintura ha sido incluida en el Kemper Museo de Arte Contemporáneo en Ciudad de Kansas. Fue adquirida por el diseñador de vanguardia de moda japonesa Rei Kawakubo. En las últimas dos décadas,  ha enseñado en la Escuela del Instituto de Arte de Chicago.
En una entrevista publicada por Hyde Centro de Arte del Parque, Alvarez declaró, “Habiéndome distanciado de las definiciones inadecuadas acerca de la pintura abstracta, me encuentro inmersa en una relación que pistas, intercambios, y fragmentos del mundo de las noticias, de las fotografías de primera plana, del diseño y de la memoria pictórica, y me acerco más a un objeto menos pictórico. En esencia, no hay un cuadro sino que hay únicamente pintura”
Otros trabajos conocidos de Alvarez incluyen Recollections: Trabajos en Papel por Candida Alvarez & Vincent D. Smith, presentados en el Brooklyn Museo en 1979.

## Exposiciones

### Selección de Exposiciones individuales
- 2017 Aquí, Centro Cultural de Chicago, Chicago IL[10]
- 2011 Negro, Programa Peregrino, Chinatown, Chicago, IL
- 2003 Paraíso, Rena Bransten Galería, San Francisco, CA
- 2002 Siempre Te Recordaré, TBA Espacio de Exposición, Chicago, IL
- 1996 Nuevo/Ahora, Museo de Gran Bretaña Nueva de Arte americano, Gran Bretaña Nueva, CT
- 1992 Pinturas Recientes, Bronx Museo de las Artes, Bronx, NY
- 1991 Pinturas y Trabajos en Papel, Museo de Reinas, Flushing, NY

### Selección de Exposiciones colectivas
- 2007 El Inland Ve: Arte Contemporáneo Alrededor del Lago de Míchigan, Universidad de Míchigan Occidental en Kalamazoo, MI
- 2006 Negro Ahora, Longwood Proyecto de Artes, Bronx; organizado por Fred Wilson;
- Facultad Exposición Sabática, Betty Rymer Galería, La Escuela del Instituto de Arte de Chicago;
- TakeOver, Hyde Centro de Arte del Parque, Chicago IL;
- 2005 Todas las Cosas que Amamos, Museo de Arte Contemporáneo, Chicago IL;
- Splat, Boom, Pow: La Influencia de Historietas en el Arte Contemporáneo, Museo de Arte Contemporáneo, Houston, TX;
- 2000 Palabras-Objetos-Actos, Museo de la Ciudad de Skopje, Skopje, Macedonia; catálogo;
- Fuera de Línea; Dibujos de Artistas de Illinois, Casa de la Cultura de Chicago, Chicago, IL;
- Snapshot: Una Exposición de Snapshots Retratando Fotos Íntimas o Familiares, Museo Contemporáneo, Baltimore, MD[11]

## Colecciones
- Addison Galería de Arte americano, Andover, MA
- El Museo Del Barrio, Nueva York, NY
- Studio Museum in Harlem, Nueva York, NY
- Whitney Museo de Arte americano, Nueva York, NY